# FC Botoșani
Der FC Botoșani ist ein rumänischer Fußballverein aus Botoșani. Er stand viermal im Achtelfinale um den rumänischen Pokal und spielt seit der Saison 2013/14 in der Liga 1, der höchsten rumänischen Fußballliga.

## Geschichte
Der FC Botoșani wurde im Jahr 1937 unter dem Namen Venus Botoșani gegründet. Im ersten Jahr seines Bestehens spielte er in der Gruppe Ost der Divizia C. Da die dritthöchste rumänische Fußballliga ab 1938 vorübergehend nicht mehr ausgetragen wurde, konnte Venus nicht mehr am überregionalen Spielbetrieb teilnehmen. Dem Verein gelang es auch nicht, sich für die Divizia B zu qualifizieren.
Nach dem Ende des Zweiten Weltkrieges und der Machtübernahme der Kommunistischen Partei änderte der Klub seinen Namen in Asociația Sportivă Flamura Roșie Botoșani (deutsch Sportvereinigung Rote Fahne) und wurde der örtlichen Textilindustrie angeschlossen. Im Jahr 1956 gelang dem Verein die Rückkehr in die Divizia C. Kurz darauf änderte er seinen Namen in Textila Botoșani. Textila spielte zwei Jahre in der Divizia C, ehe diese erneut eingestellt wurde.
Im Jahr 1963 änderte der Verein seinen Namen abermals und spielte fortan als Unirea Botoșani (deutsch Vereinigung). Er gehörte zu den Mitgliedern der Divizia C, als diese im selben Jahr den Spielbetrieb wieder aufnahm. Nach der Rückbenennung in Textila Botoșani im Jahr 1965 musste der Verein jedoch wieder absteigen. Er kehrte drei Jahre später in die dritte rumänische Liga zurück und klopfte nach einem sechsten Platz in der Saison 1968/69 mit Rang drei ein Jahr später sogar ans Tor zur Divizia B, musste aber CFR Pașcani den Vortritt lassen. In den folgenden Jahren rutschte Textila immer wieder in den Abstiegskampf, konnte aber die Klasse halten.
Im Jahr 1973 wurde der Vereinsname erneut geändert und der Klub nannte sich nunmehr Clubul Sportiv Botoșani. Zwei Jahre später gelang ihm erstmals der Aufstieg in die Divizia B, die er jedoch nach nur einem Jahr im Jahre 1976 bereits wieder verlassen musste. Auch diesem sofortigen Wiederaufstieg folgte umgehend der Abstieg. Dieses Szenario wiederholte sich nach dem dritten Aufstieg im Jahr 1979 hingegen nicht. Statt erneut um den Klassenverbleib kämpfen zu müssen, beendete der Verein die Saison 1979/80 auf dem dritten Rang der Divizia B und erzielte damit das beste Ergebnis seiner Vereinsgeschichte. Dieser Erfolg wurde ein Jahr später bestätigt, ein erneuter Aufstieg gelang jedoch nicht.
In den folgenden Jahren rutschte der Klub zunächst ins Mittelfeld, ab 1984 zusehends in die unteren Tabellenregionen, so dass er meist bis zum letzten Spieltag um den Klassenerhalt kämpfen musste. Im Jahr 1990 musste er nach elf Jahren jedoch den Gang in die Divizia C antreten. In den beiden folgenden Spielzeiten scheiterte der Verein knapp am Wiederaufstieg: In der Saison 1990/91 musste er als Zweitplatzierter Relonul Săvinești, ein Jahr später CFR Pașcani den Vortritt lassen. Im Jahr 1992 änderte der Verein seinen Namen in Mecanex Botoșani und schaffte in der Saison 1992/93 nur knapp den Klassenerhalt. Zwei Jahre später nannte er sich Cozinda Botoșani und wurde in der Saison 1994/95 vom Spielbetrieb ausgeschlossen, so dass er in der Folgezeit in den regionalen Ligen des Kreises Botoșani antreten musste.
Als Unirea Botoșani gelang dem Klub in der Spielzeit 1998/99 kurzzeitig die Rückkehr in die Divizia C. Erst nachdem sich die Fußballabteilung als FC Botoșani neu gegründet hatte, kehrte der Verein ab 2001 dauerhaft in die überregionalen Ligen zurück. Einem zweiten Platz hinter Poli Unirea Iași in der Saison 2001/02 folgte ein siebter Rang 2002/03. Am 27. April 2004 übernahm Costel Orac die Nachfolge von Florin Danciu als Trainer des Teams und mit ihm gelang am Saisonende die Rückkehr in die Divizia B. Nach dem achten Platz in der Zweitligasaison 2004/05 nahm Orac ein Angebot von Unirea Urziceni an und wurde am 24. Juni 2005 von Mihai Ciobanu, dem ehemaligen Trainer von Dacia Unirea Brăila, abgelöst. Mit ihm gelang dem FC Botoșani das Erreichen des vierten Ranges in der Spielzeit 2005/06. Dies war das beste Ergebnis des von dem Mäzen Valeriu Iftime finanzierten Klubs. der seitdem am Saisonende stets Platzierungen im Mittelfeld belegte.
Anfang Mai 2007 wurde Trainer Mihai Ciobanu entlassen. Sein Nachfolger wurde Leontin Grozavu, der nach der 3:7-Auswärtsniederlage beim FC Snagov vom 22. November 2008 sein Amt niederlegen musste. Am 13. Januar 2009 übernahm Cristian Popovici, der bisherige Trainer des Ligarivalen FCM Bacău, den vakanten Trainerposten. Im Juni 2011 verließ Trainer Popovici nach fast zweieinhalb Jahren den Verein in Richtung des Drittligisten ASC Bacău und wurde am 25. Juni 2011 durch Marius Popescu, den ehemaligen Trainer von FC Seso Câmpia Turzii, ersetzt. Nach der Heimniederlage gegen CSMS Iași wurde Popescu am 29. Oktober 2011 entlassen und am 1. November 2011 von Costel Orac abgelöst.

## Erfolge
- Aufstieg in die Liga 1: 2013
- Aufstieg in die Liga II: 1975, 1977, 1979, 2004
- Achtelfinale im rumänischen Pokal: 1959, 1975, 1977, 2009

## Europapokalbilanz
| Saison  | Wettbewerb         | Runde                  | Gegner                | Gesamt | Hin     | Rück    |
| ------- | ------------------ | ---------------------- | --------------------- | ------ | ------- | ------- |
| 2015/16 | UEFA Europa League | 1. Qualifikationsrunde | FC Spartaki Zchinwali | 4:2    | 1:1 (H) | 3:1 (A) |
| 2015/16 | UEFA Europa League | 2. Qualifikationsrunde | KP Legia Warschau     | 0:4    | 0:1 (A) | 0:3 (H) |
| 2020/21 | UEFA Europa League | 1. Qualifikationsrunde | Ordabassy Schymkent   | 2:1    | 2:1 (A) |         |
| 2020/21 | UEFA Europa League | 2. Qualifikationsrunde | KF Shkëndija          | 0:1    | 0:1 (H) |         |

Gesamtbilanz: 6 Spiele, 2 Siege, 1 Unentschieden, 3 Niederlagen, 6:8 Tore (Tordifferenz −2)

## Ehemalige Trainer
- Constantin Jamaischi (2002 bis 2003)
- Florin Danciu (bis 25. April 2004)
- Costel Orac (27. April 2004 bis Juni 2005, 1. November 2011 bis September 2012)
- Mihai Ciobanu (24. Juni 2005 bis Mai 2007)
- Leontin Grozavu (Mai 2007 bis 22. November 2008)
- Cristian Popovici (13. Januar 2009 bis Juni 2011, September 2012 bis Dezember 2013)
- Marius Popescu (25. Juni 2011 bis 29. Oktober 2011)
- Valeriu Bordeanu (Dezember 2013 bis Januar 2014)
- Leontin Grozavu (seit Januar 2014)